# Kazimierz Rzeszutko
Kazimierz Rzeszutko (ur. 13 stycznia 1907 w Tarnowie, zm. 10 marca 1996) – polski działacz robotniczy i komunistyczny.

## Życiorys
Był synem Bolesława (1876-1920, artysta-stolarz, wykonujący m. in. ołtarze i dekoracje do kościołów na Podkarpaciu, pracował także przy budowie dworku Ignacego Jana Paderewskiego w Kąśnej Dolnej) i Antoniny z domu Kazik.
Kazimierz Rzeszutko miał troje rodzeństwa. Wskutek choroby ojca od 1912 zamieszkiwał u wuja w Sanoku. W dzieciństwie w celu zarobkowym kolportował prasę robotniczą („Naprzód”, „Robotnik”). Kontynuując fach ojca, podjął naukę zawodu stolarskiego. Po jego śmierci zmuszony był podjąć pracę zarobkową. Był terminatorem stolarskim w Przemyślu w 1921. Od maja 1922 był zatrudniony w fabryce maszyn i wagonów w Sanoku na stanowisku pomocnika stolarza. w 1925 uzyskał świadectwo czeladnicze. Został działaczem ruchu robotniczego, członkiem Organizacji Młodzieży Towarzystwa Uniwersytetu Robotniczego (OMTUR) (legitymację OM TUR otrzymał z rąk Bolesława Drobnera), od 1926 Polskiej Partii Socjalistycznej – Lewica, od 1928 związków klasowych. W 1930 odbył służbę wojskową w stopniu kaprala. Od 1930 do 1935 był bezrobotny, pracując wówczas dorywczo, po czym w 1935 ponownie został stolarzem w sanockiej fabryce, tzw. „wagonówce” (do jego zatrudnienia wówczas przyczynił się Wilhelm Topinek, na cześć którego nazwał syna jego imieniem).
Tuż przed wybuchem II wojny światowej, 17 sierpnia 1939 został zmobilizowany do 22 pułku artylerii lekkiej z Przemyśla, po czym brał udział w kampanii wrześniowej w szeregach pododdziału artyleryjskiego w rejonie Olkusza i Pińczowa. Po otoczeniu przez Niemców w rejonie Jurkowa udało mu się przeprawić przez rzekę Nidę. Później pod Jarosławiem dostał się do niewoli, z której zbiegł. Przebywał w szpitalu w Narolu. 1 listopada 1939 powrócił do Sanoka. Podczas okupacji niemieckiej najpierw ukrywał się, a od 1941 pracował w wyuczonym zawodzie w prywatnej niemieckiej firmie budowlanej wznoszącej domy dla straży granicznej wzdłuż Sanu, m.in. na obszarze Bieszczadów, jednak po ataku Niemiec na ZSRR z połowy 1941 ponownie ukrywał się, zagrożony zsyłką na wschód. Został członkiem Związku Walki Zbrojnej.

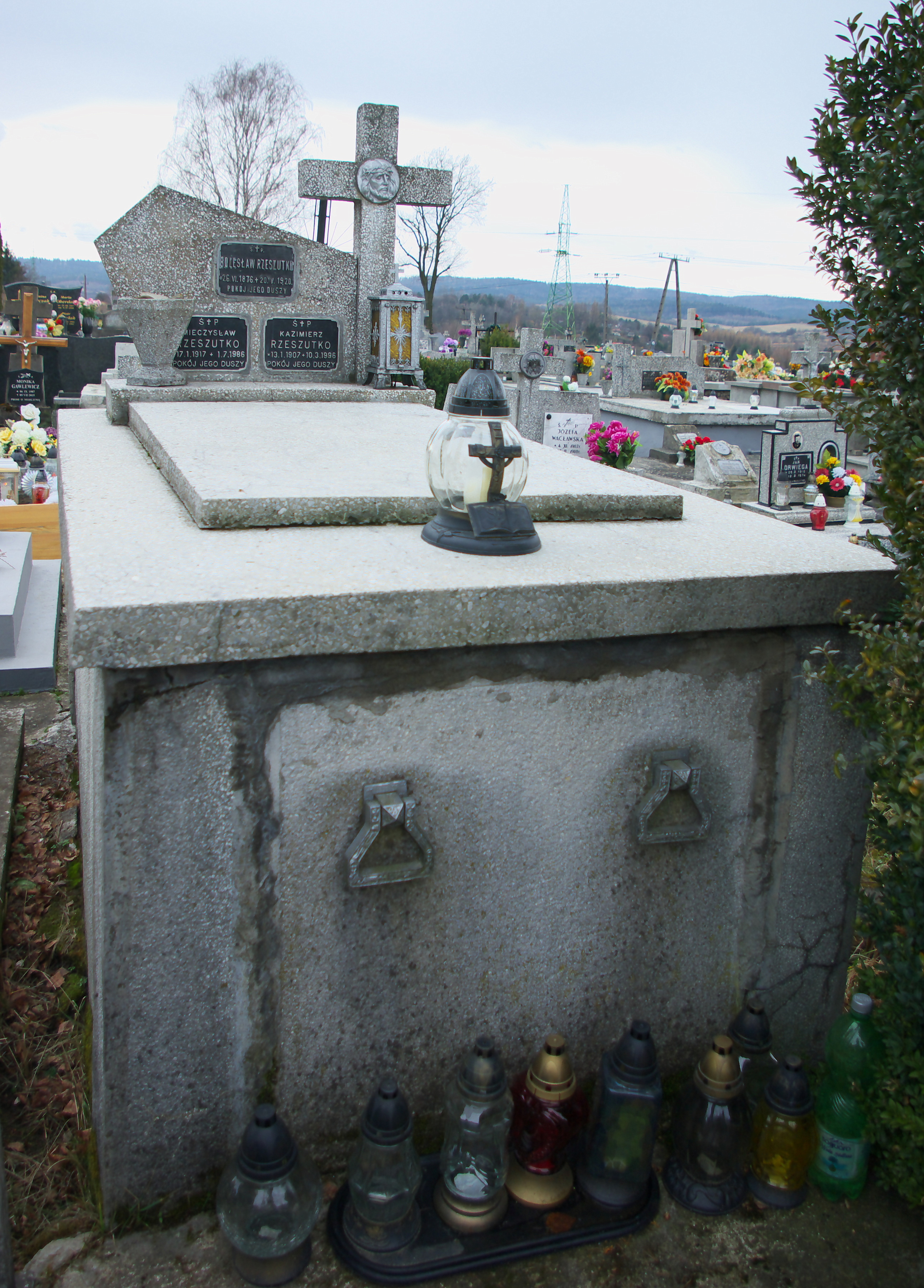
Grobowiec Kazimierza Rzeszutko

Po zakończeniu działań wojennych w Sanoku w sierpniu 1944 znalazł się w gronie działaczy robotniczych wytypowanych przez przedstawicieli PKWN do objęcia stanowisk w Sanoku. 25 września 1944 z ramienia Polskiej Partii Socjalistycznej został wybrany delegatem do Tymczasowej Powiatowej Rady Narodowej w Sanoku. Jeszcze w połowie sierpnia 1944 mianowany zastępcą komendanta powiatowego Milicji Obywatelskiej w powiecie sanockim, mając pod komendą ok. 60 posterunków, był współorganizatorem MO na tym terenie. Pełniąc stanowisko komendanta powiatowego MO w Sanoku 27 marca 1947 był w gronie władz miejskich witających w mieście generała Karola Świerczewskiego, który następnego dnia poniósł śmierć pod Jabłonkami. Według własnej relacji w Milicji służył przez 15 miesięcy. W tym czasie brał udział w działaniach wymierzonych w UPA i NSZ. Zaangażował się w działanie PPS. Został sekretarzem nowych władz PPS w Sanoku (według różnych źródeł drugim oraz pierwszym) pod koniec 1946 i pełnił tę funkcję do czasu zjednoczenia PPS i PPR. 4 kwietnia 1948 oraz jesienią tego roku wszedł w skład Wojewódzkiego Komitetu PPS w Rzeszowie. Jako przedstawiciel PPS był delegatem na Zjazd Zjednoczeniowy 15 grudnia 1948 z PPR, po którym powstała Polska Zjednoczona Partia Robotnicza. Wkrótce potem został członkiem historycznie pierwszego KW PZPR w Rzeszowie, wybranego 23 grudnia 1948. W powołanej wówczas powiatowej instancji PZPR w Sanoku został I sekretarzem (drugim został Kazimierz Granat). Podczas I Wojewódzkiej Konferencji Wyborczej w Rzeszowie 11–12 czerwca 1949 został ponownie wybrany na członka KW PZPR. W późniejszych latach działał w organizacji partyjnej w Krośnie na analogicznym stanowisku I sekretarza KP PZPR. Przez pięć lat był pracownikiem Instytutu Naftowego w Krośnie. Ukończył szkołę średnią w trybie zaocznym. Później w okresie 16 lat sprawował stanowisko kierownika wydziału w Miejskiej Radzie Narodowej w Sanoku. W 1956 był kierownikiem administracji w Powiatowej Radzie Narodowej w Sanoku. W latach 50. był zarejestrowanym informatorem Wojewódzkiego Urzędu do spraw Bezpieczeństwa Publicznego w Rzeszowie, funkcjonując pod pseudonimem „Janek”. Do 1972 był zastępcą kierownika Wydziału Zdrowia w Sanoku. Po przejściu na emeryturę działał społecznie w Komitecie Miejskim PZPR w Sanoku, przy którym w 1981 był przewodniczącym referatu do spraw starych działaczy ruchu robotniczego. Do końca lat 80. pozostawał działaczem PZPR. W 1988 był zaproszony na obchody jubileuszowe Kongresu Zjednoczeniowego z 1948, zorganizowane w Politechnice Warszawskiej.
W 1948 był współorganizatorem oddziału powiatowego w Sanoku Związku Uczestników Walki Zbrojnej o Niepodległość i Demokrację, a 18 lipca 1946 wybrany prezesem zarządu tegoż. Potem był członkiem i działaczem miejskiego koła ZBoWiD w Sanoku. 12 marca 1961 został wybrany członkiem komisji rewizyjnej oddziału powiatowego w Sanoku ZBoWiD.
Od 22 września 1934 jego żoną była Antonina (z domu Szczurek lub Drwięga, ur. 1912 w Stanach Zjednoczonych, zm. 1988 w Sanoku), z którą miał córkę (ur. w latach 30.), oraz syna Wilhelma (ur. 1938, oficer i wykładowca).
Kazimierz Rzeszutko zmarł w wieku 89 lat i został pochowany w grobowcu rodzinnym na Cmentarzu Posada w Sanoku.

## Odznaczenia i wyróżnienia
- Krzyż Oficerski Orderu Odrodzenia Polski (1985)[28][29]
- Krzyż Kawalerski Orderu Odrodzenia Polski (1971)[30]
- Medal „Za udział w wojnie obronnej 1939” (1982)[22]
- Medal im. Ludwika Waryńskiego (1987)[31]
- Odznaczenia państwowe, resortowe, regionalne
- List gratulacyjny od I sekretarza KC PZPR Edwarda Gierka z okazji 59. rocznicy Rewolucji Październikowej (1976)[32]
- Adres okolicznościowy od Egzekutywy KM PZPR w Sanoku z okazji 80. urodzin oraz 45. rocznicy powstania PPR (1986)[33]